# Cantón de Périers
El cantón de Périers era una división administrativa francesa, que estaba situada en el departamento de Mancha y la región de Baja Normandía.

## Composición
El cantón estaba formado por doce comunas:
- Baupte
- Feugères
- Gonfreville
- Gorges
- Marchésieux
- Nay
- Périers
- Le Plessis-Lastelle
- Saint-Germain-sur-Sèves
- Saint-Jores
- Saint-Martin-d'Aubigny
- Saint-Sébastien-de-Raids

## Supresión del cantón de Périers
En aplicación del Decreto n.º 2014-246 de 25 de febrero de 2014, el cantón de Périers fue suprimido el 22 de marzo de 2015 y sus 12 comunas pasaron a formar parte; nueve del nuevo cantón de Agon-Coutainville, dos del nuevo cantón de Creánces y una del nuevo cantón de Carentan.